# Jan Lohelius Oehlschlägel
Jan Lohelius Oehlschlägel, také Oelschlegel, Oehlschlegel nebo Öhlschägel; pokřtěn Franz Joseph (31. prosince 1724 Lahošť – 22. února 1788 Praha), byl český varhaník a hudební skladatel.

## Život
Narodil se v rodině vesnického kováře. Pokřtěn byl Franz Joseph, ale užíval jméno Jan nebo Johann po svém kmotrovi. Lahošť byla tehdy malá vesnice u Duchcova, takže skladatel se považoval za rodáka duchcovského a často se podepisoval jako „Boemus Duxoviensis“ (Čech duchcovský). V dětství se učil hře na klavír a varhany u duchcovského regenschoriho Jana Jiřího Weidiga. Talentu si povšiml hrabě Emanuel Filibert z Valdštejna, majitel duchcovského zámku a panství a v roce 1737 poskytl chlapci možnost studovat na gymnáziu v jezuitském klášteře v Bohosudově. Hned následující rok se tam Oehlschlägel stal varhaníkem v klášterním chrámu Panny Marie.
V roce 1741 odešel do Prahy studovat filozofii a teologii. Během studia byl varhaníkem u dominikánů v kostele svaté Máří Magdaleny na Malé Straně a v kostele maltézského řádu Panny Marie pod řetězem. V roce 1747 jej hrabě František Josef Jiří z Valdštejna-Vartenberka propustil z poddanství a vstoupil do řádu premonstrátů. Přijal řádové jméno Jan Lohelius, podle někdejšího pražského arcibiskupa, kterého si velmi vážil.
Po vstupu do řádu se stal nejprve sukcentorem (učitelským pomocníkem) a regenschorim v Milevsku. V roce 1748 složil řádové sliby. V roce 1750 byl vyslán na další studia do semináře Collegium Norbertinum v Praze na Starém Městě. Tady dostal příležitosti k systematickému studiu komposice. Jeho učiteli byli skladatelé Josef Antonín Sehling a Jan František Habermann. Dne 15. března 1755 byl vysvěcen na kněze. Od roku 1756 až do své smrti zastával ve Strahovském klášteře funkci ředitele kůru. Měl na starosti veškerou provozovanou chrámovou hudbu, vyučoval hudbě a komponoval. Aby mohl provozovat hudbu podle svých představ, zakoupil pro klášter z vlastních prostředků na 40 hudebních nástrojů. 15 let opravoval zanedbané strahovské varhany. Dokonce sám prováděl i řemeslné práce truhlářské, cínařské, a mechanické a samozřejmě i ladění všech píšťal. Svou práci podrobně popsal ve dvou svazcích (Beschreibung der in der Pfarrkirche des königl. Prämonstratenser Stifts Strahof in Prag befindlichen großen Orgel sammt vorausgeschickter, kurzgefaßten Geschichte der Pneumatischen Kirchenorgeln / von Johann Lohelius des obgennanten Stiftes Priester und Chorregens, 1786), které později sloužily jako učebnice pro varhanáře dalších generací. Výsledek jeho snažení ocenil i Wolfgang Amadeus Mozart a strahovské varhany se tak zařadily mezi největší a nejlépe znějící nástroje českého království.
Zemřel 22. února 1788 a je pohřben na hřbitově v Košířích. Busta Jana Lohelia Oehlschlägela od sochaře Pavla Kartáka je umístěna na budově biskupského gymnázia v Bohosudově a v prostorách Obecního úřadu v Lahošti.

## Dílo
Zkomponoval sto dvacet chrámových skladeb. Jeho tvorba je na pomezí baroka a klasicismu, i když styl Wolfganga Amadea Mozarta mu připadal příliš novátorský. Jeho skladby byly ve své době oblíbené a rozšířené na mnoha českých kůrech. Byl současníkem F. X. Brixi a jeho Missa pastoralis in D je Brixiho vánoční mši velice blízká. Pozoruhodná je vánoční hra Operetta natalitia pastoritia, která má formu italské barokní opery s českou melodikou. Z větších skladeb stojí za pozornost čtyři latinská oratoria z let 1757–1762.
O obnovení zájmu o skladatelovo dílo se zasloužili zejména chrámový sbor při kostele svatého Jakuba Většího v Praze Cantores Pragenses, Bendův komorní orchestr z Ústí nad Labem a Brixiho komorní soubor v Teplicích. V posledních letech byly mj. veřejně provedeny skladby:
- Koncert in F pro dva hoboje
- Aria pastoritia in D pro alt, tubu pastoralis a orchestr
- Opera de Passione Domini Nostri Jesu Christi
- Missa pastoralis in D
- Aria pastoralis Menalca relinque gregem
- Operetta pastoritia, oratorium pro sóla, sbor, orchestr a varhany
- Motetto in B
- Offertorium pastorale in B
- Offertorium pastorale in D
- Offertorium pastorale in G